# Dora Boerner-Patzelt

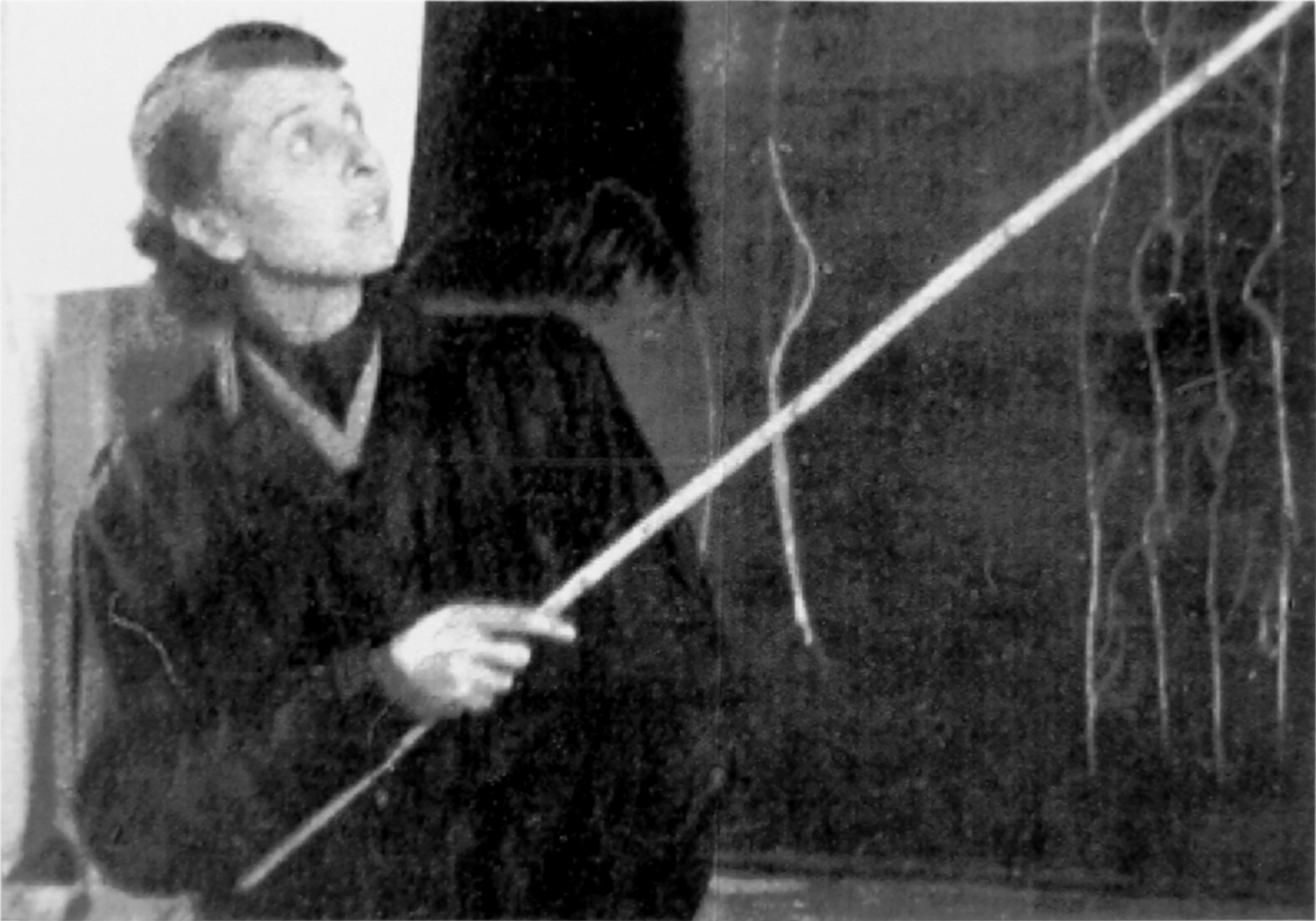
Dora Boerner-Patzelt (hier in der Histologievorlesung an der Grazer Karl-Franzens-Universität, 1935)

Dora Boerner-Patzelt (* 26. Juli 1891 in Prag, Österreich-Ungarn als Dorothea Sophia Patzelt; † 5. April 1974 in Graz) war eine böhmisch-österreichische (sudetendeutsche) Medizinerin, Histologin und Embryologin.
Sie wurde 1929 als erste Frau an der Medizinischen Fakultät der Karl-Franzens-Universität in Graz habilitiert.

## Leben
Dora Patzelt war die zweite Tochter von Victor Ignaz Stephan Patzelt (1856–1908), einem Enkel von Franz Ignaz Killiches. Victor Ignaz Stephan Patzelt war Primararzt des Krankenhauses und Distriktsarzt von Brüx im damaligen Böhmen (Sudetenland). Dora Patzelts Mutter war Erna Patzelt, eine geborene Kaulich, Tochter von Josef Kaulich, Begründer der Kinderklinik der Karls-Universität Prag. Dora Patzelt verbrachte ihre Kindheit in Brüx. Sie erhielt Privatunterricht. 1905 kam sie zu ihren Großeltern nach Prag und besuchte dort das deutsche Mädchen-Lyzeum, an dem sie im Jahr 1908 die Reifeprüfung ablegte. Ihr Vater starb im Jahr darauf an einem Lungenleiden. Später setzte sie ihre schulische Ausbildung fort und legte 1912 am Tetschener Realgymnasium die Reifeprüfung ab.

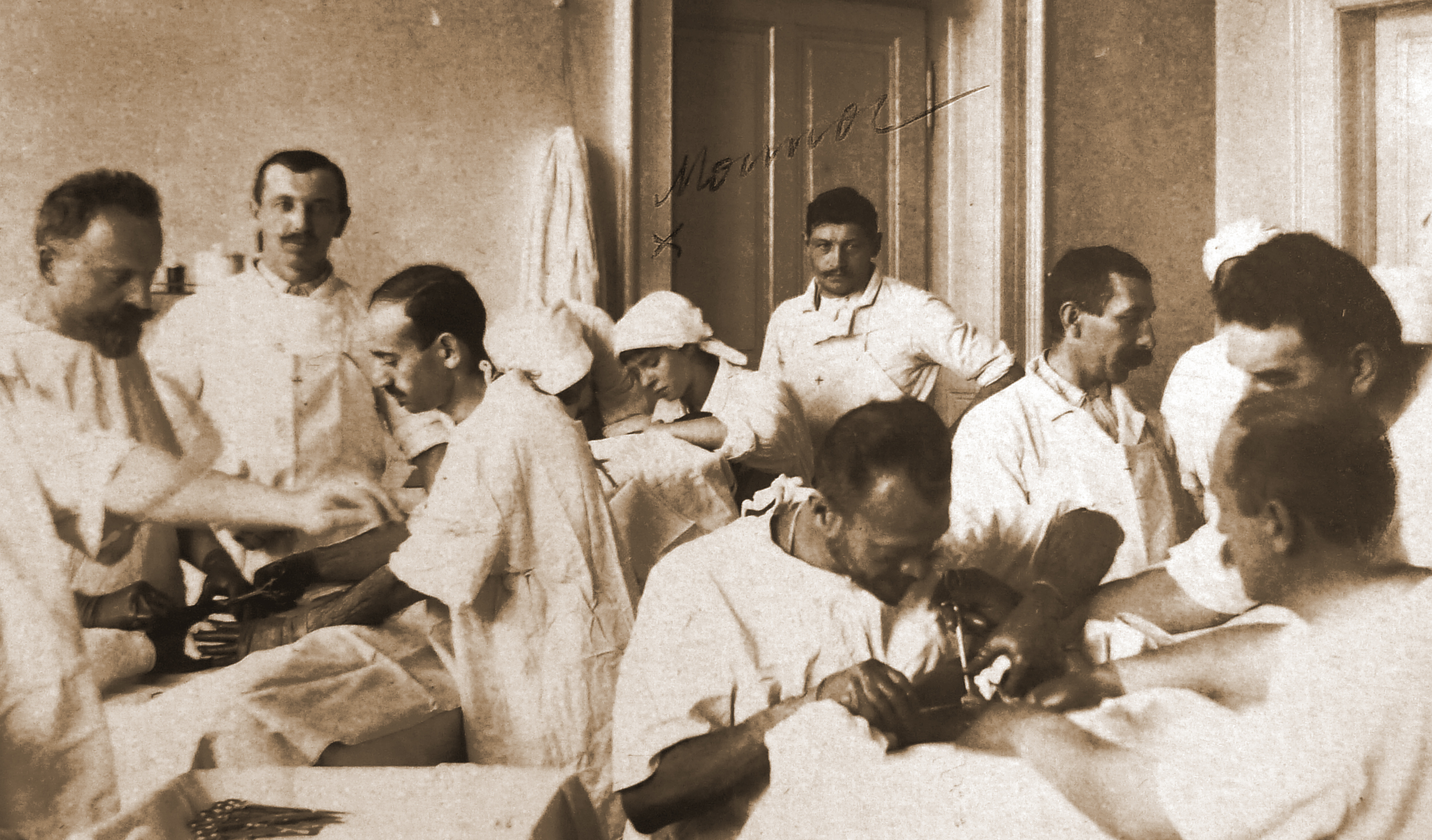
Dora Patzelt (4. v. li.) als Studentin im Seziersaal (1915)

Im Jahr 1912 übersiedelte Mutter Erna Patzelt mit den drei Kindern Erna, Viktor und Dora von Brüx in Böhmen nach Graz in der Steiermark; beide Länder gehörten damals zur Österreich-Ungarnischen Monarchie. Von 1914 bis 1919 studierte Dora Patzelt Medizin an der Grazer Karl-Franzens Universität; ihr Studium schloss sie im Oktober 1919 mit der Promotion zum Doktor der Medizin ab. Im Juni 1919 heiratete sie den späteren Lungenfacharzt und Leiter der Lungenabteilung des Landeskrankenhauses in Graz, Wilhelm Boerner, und führte fortan den Nachnamen Boerner. Im Zusammenhang mit ihrem Beruf nannte sie sich Boerner-Patzelt. Im August 1922 kam die gemeinsame Tochter Liselotte auf die Welt. Ab 1915 gehörte Boerner-Patzelt, zuerst als Demonstratorin, dann als Assistentin unter dem Vorstand Hans Rabl dem Institut für Histologie und Embryologie der Grazer Universität an. Zugleich arbeitete und publizierte sie wissenschaftlich.
1929 beantragte Boerner-Patzelt die Erteilung der Lehrbefugnis, was an der Grazer Universität eine heftige Diskussion über die Habilitation von Frauen im Allgemeinen auslöste. So hieß es in einer ablehnenden Stellungnahme des Dekans Franz Hamburger unter anderem: „Zur Habilitation solle man Solche zulassen, welche auch die Voraussetzung für die Ausfüllung einer Lehrkanzel haben […], das sei aber bei einer Frau, welche die Pflichten einer Gattin und Mutter zu erfüllen hat, ausgeschlossen.“ Mit Unterstützung von Hans Rabl und Otto Loewi wurde sie schließlich im November 1929 als erste Frau an der Medizinischen Fakultät der Karls-Franzens Universität habilitiert.

### Ständestaat
In der Zeit des Austrofaschismus wurde Boerner-Patzelt Anfang 1935 im Rahmen der sogenannten Doppelverdiener-Kampagne entlassen, jedoch weiterhin mit Vorlesungen und Kursen beauftragt, für die sie stundenweise bezahlt wurde. Auch ihre wissenschaftliche Arbeit konnte sie fortsetzen und publizierte bis 1942 die Ergebnisse von sechs wissenschaftlichen Untersuchungen.

### Verhältnis zum Nationalsozialismus
Nach dem „Anschluss Österreichs“ an das nationalsozialistische Deutsche Reich beantragte sie am 2. Juni 1938 die Aufnahme in die NSDAP und wurde rückwirkend zum 1. Mai desselben Jahres aufgenommen (Mitgliedsnummer 6.383.744). Nach dem Ausbruch des Zweiten Weltkrieges übernahm sie im Jahr 1939 zunächst Assistentendienste für zum Kriegsdienst eingerückte männliche Assistenten. Im Mai 1939 wurde sie Mitglied der NS-Frauenschaft. Im Oktober 1939 wurde Boerner-Patzelt wieder als Dozentin angestellt und im März 1943 zur Außerordentlichen Universitätsprofessorin ernannt. Im April 1945 wurde ihr – als Supplentin für Alfred Pischinger, Vorstand von 1936 bis 1945 – die Leitung des Instituts für Histologie und Embryologie übertragen, bis 1947 Carla Zawisch-Ossenitz zum neuen Vorstand ernannt wurde.

### Nachkriegszeit
Boerner-Patzelt wurde als „minderbelastet“ eingestuft und arbeitete so auf Betreiben von Carla Zawisch-Ossenitz weiterhin als Assistentin und Dozentin am Institut für Histologie und Embryologie, da sie „unentbehrlich für ein Fach sei, welches in Österreich nach dem Krieg (1945/47) nur von insgesamt drei Personen repräsentiert wurde“. 1956 trat sie in den Ruhestand.
Privat war Dora Boerner-Patzelt vielseitig aktiv; unter anderem malte und fotografierte sie, tischlerte Möbel und Intarsien. Gemeinsam mit Ida Penecke-Buxbaum aktualisierte sie die Rezepte in dem Kochbuch Die süddeutsche Küche von Katharina Prato für die 1938 in Graz erschienene 78./79. Auflage, zu der ihr Mann Medizinalrat Dr. Wilhelm Boerner einen Anhang über die Diätetische Küche beisteuerte. Das Ehepaar Boerner/Boerner-Patzelt führte ein gesellschaftlich offenes Haus für einen intellektuellen und künstlerischen Bekanntenkreis und lud unter anderem regelmäßig zu Hausmusik-Veranstaltungen ein.
Dora Boerner-Patzelts älterer Bruder Viktor Patzelt (1887–1956) war Vorstand des Instituts für Histologie und Embryologie der Universität Wien.
1961 starb ihr Mann Wilhelm Börner an einem Lungenleiden. Sie selbst starb 1974 im Alter von 82 Jahren.

## Publikationen (Auswahl)
- Zur Kenntnis der intravitalen Speicherungsvorgänge im reticulo-endothelialen Apparat. In: Zeitschrift für die gesamte Experimentelle Medizin. Band XXXIV, Heft 3/6 Berlin 1923.
- Zur Kenntnis der intravitalen Speicherung von Ferrum oxydatum saccharatum. In: Zeitschrift für die gesamte Experimentelle Medizin.
- Morphologie und Histogenese des redikulo-endothelialen Systems. In: Das Retikuloendothel. Sammelbericht. Leipzig 1925.
- Über das morphologische Verhalten quergestreifter Muskel gegenüber Säuren. mit Alfred Pischinger In: Protoplasma. Band III, Heft 1, Leipzig 1927.
- Das Verhalten der Strukturen quergestreifter Muskelfasern gegenüber in Säuren. mit Alfred Pischinger In: Protoplasma. Band V Heft 1, Leipzig 1928.
- Zur Kenntnis der histologischen Veränderungen bei Trypsinvergiftung. In: Archiv für experimentelle Pathologie und Pharmakologie. Band 99, Heft 3 / 4 Verlag F.C.W. Vogel in Leipzig.
- Zur Kenntnis der intravitalen Speicherungsvorgänge im retikulo-endothelialen Apparat. In: Klinische Wochenschrift. 2. Jahrgang, Nr. 11, Verlag Julius Springer, Berlin.
- Studien über die Herzentwicklung bei der Ente. In: Zeitschrift für mikroskopisch-anatomische Forschung. Band 26 (Schaffer-Festband) Leipzig 1931.
- Lage des isoelektrischen Punktes einiger Zellen unter verschiedenen Bedingungen. In: Zeitschrift für Zellforschung und mikroskopische Anatomie. (Abt. B der Zeitschrift für wissenschaftliche Biologie), 16. Band, 1. Heft, 1932.
- Über den Einfluß der Fixierung auf die Färbbarkeit der Panethschen Körnerzellen bei der Maus. In: Zeitschrift für Zellforschung und mikroskopische Anatomie. 22. Band, 4. Heft, 1935.
- Über die Eigenschaften und die Bedeutung der Panethischen Körnerzellen in der Tierreihe. In: Zeitschrift für Zellforschung und mikroskopische Anatomie. 24. Band, Verlag von Julius Springer, Berlin 1935.
- Über das Problem der Glanzstreifen. mit Walther Lipp In: Zeitschrift für Zellforschung und mikroskopische Anatomie. 34. Band, 1. Heft, Springer-Verlag, Wien 1946.
- Fluoreszenzmikroskopische Untersuchungen an Lipoiden. In: Protoplasma. Bd. XLI, 1952, Heft 2, Springer-Verlag, Wien.
- Die Beziehungen der ersten Anlage der Nebenniere und ihrer Gefäße zu einander. In: Zeitschrift für mikroskopisch-anatomische Forschung. Band 59, Heft 1, Akademische Verlagsgesellschaft, Leipzig 1952.
- Wechselbeziehungen zwischen der frühen Entwicklung der Hypophyse und dem Entstehen ihres Blutgefäßsystemes. In: Zeitschrift für mikroskopisch-anatomische Forschung. Band 60, Heft 1, Akademische Verlagsgesellschaft Geest & Portig, Leipzig 1954.